# Аграфиновка
Аграфиновка (пољ. Agrafinówka) је село у Пољској које се налази у војводству Подласком у повјату Сувалском у општини Филипов.
Од 1975. до 1998. године ово насеље се налазило у Сувалском војводству.